# Нікорешть (Алба)
Нікорешть, Нікорешті (рум. Nicorești) — село у повіті Алба в Румунії. Входить до складу комуни Соходол.
Село розташоване на відстані 319 км на північний захід від Бухареста, 51 км на північний захід від Алба-Юлії, 67 км на південний захід від Клуж-Напоки.

## Населення
За даними перепису населення 2002 року у селі проживала 61 особа, з них 60 осіб (98,4%) румунів. Рідною мовою 60 осіб (98,4%) назвали румунську.